# Nijrab
Nijrab (aussi: Nejrab, Najrab, نجراب) est un village situé au centre du district de Nijrab, dans la province de Kâpissâ en Afghanistan. 
Elle se trouve à une altitude de 1 613 mètres. 
Il s'y trouve une clinique médicale et une école. Un centre de commandement français ou base opérationnelle avancée du groupement tactique interarmes de Kapisa y est posté de 2008 à 2012.